# 西高島平站
西高島平站（日语：／ Nishi-takashimadaira eki */?）是位於日本東京都板橋區高島平六丁目，屬於東京都交通局（都營地下鐵）三田線的鐵路車站。車站編號是I 27。三田線的終點站。

## 概要
本站是東京的地下鐵最北端的車站，也是板橋區最北站。現在的站名意為高島平站西方的車站。當初計畫中的臨時站名為笹目橋站（ささめばしえき），之後曾研究改為高島平○丁目。
原來三田線計畫從高島平站（當時名為志村站）連結東武東上線和光市站（計畫時名為大和町站），並相互直通運轉，本站是預定由東武鐵道建設。但是，東武以地質關係改為與有樂町線、副都心線延伸、直通運轉，取消本線計畫，之後高島平～西高島平間的建設執照在1973年4月28日轉讓給東京都交通局。
本站有計畫往埼玉縣方向延伸的構想，但尚未實行。

## 歷史
- 1976年（昭和51年）5月6日：都營地下鐵6號線車站開業。
- 1978年（昭和53年）7月1日：都營地下鐵6號線改名為都營三田線。
- 2007年（平成19年）4月8日：升降機完工。

## 構造
對向式月台2面2線的高架車站。設有月台閘門。月台往剪票口層有電扶梯、電梯與階梯。車站構造與相鄰的新高島平站類似。
本站為線路終點，電車全部折返三田方向。白天等班次較少的時段，平日僅使用2號線，週六日僅使用1號線折返。

### 月台配置
| 月台 | 路線   | 目的地                               | 備註                  |
| ---- | ------ | ------------------------------------ | --------------------- |
| 1、2 | 三田線 | 巢鴨、白金高輪、目黑、目黑線日吉方向 | 目黑站直通 東急目黑線 |

（來源：都營地下鐵:車站構內圖 （页面存档备份，存于））

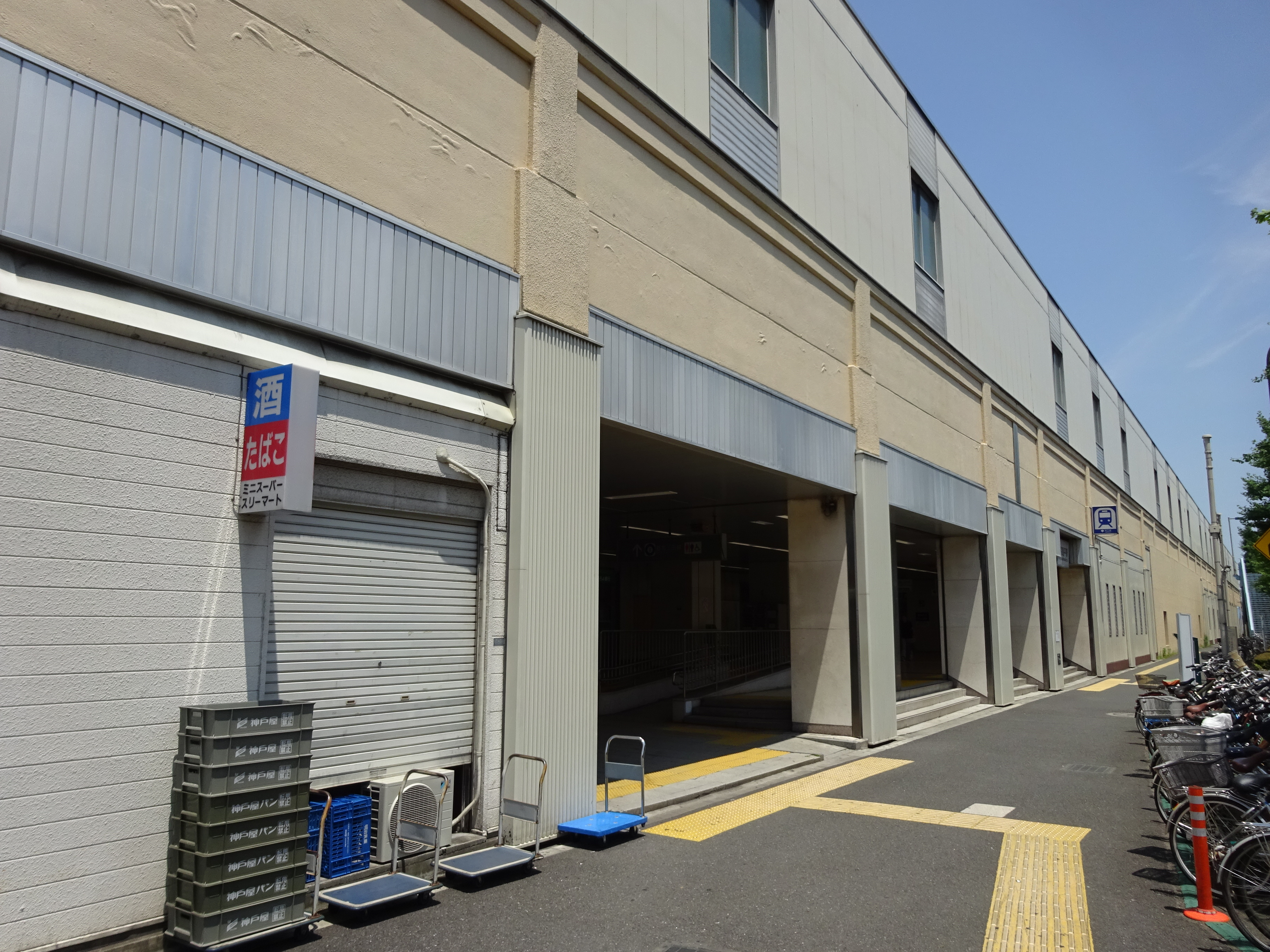
南口（2016年6月18日）
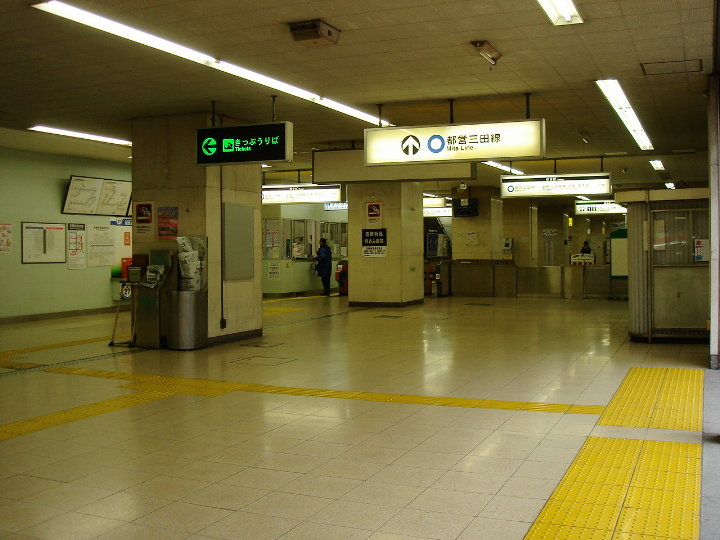
剪票口（ 2007年2月17日）
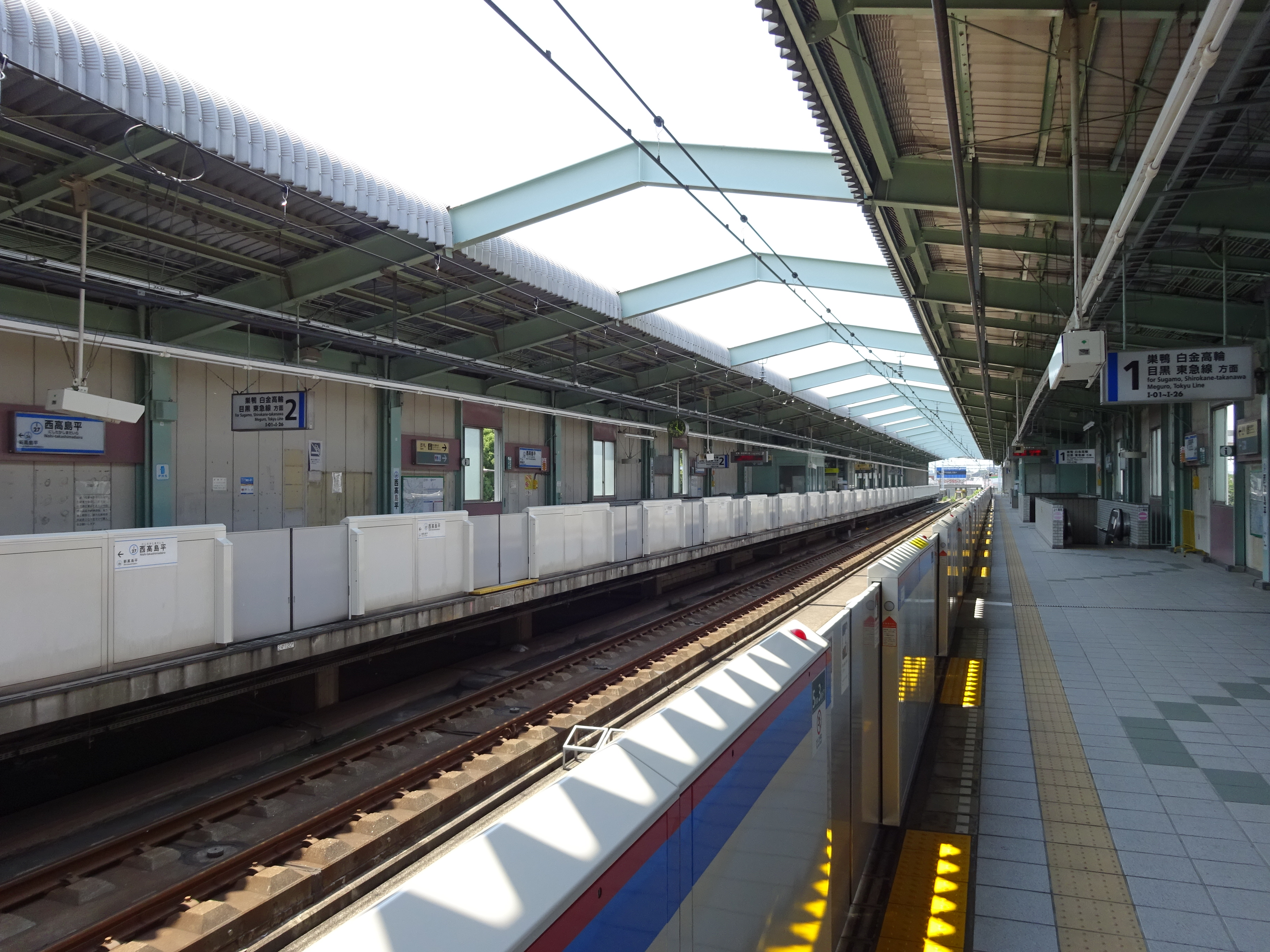
月台（ 2016年6月18日）
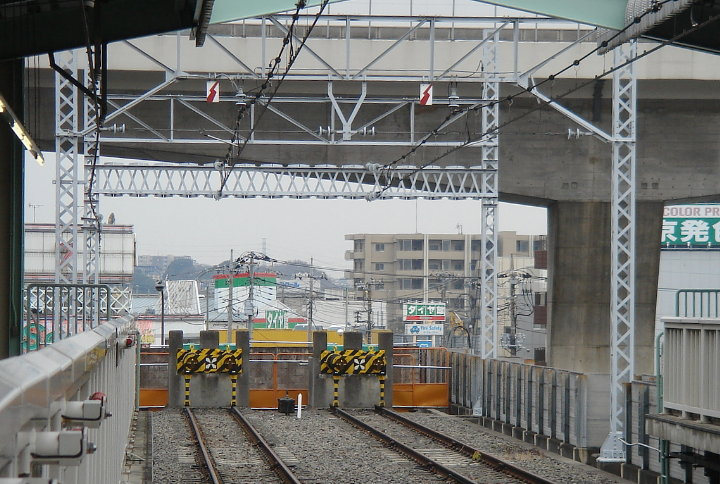
軌道終點（ 2007年2月17日）

## 利用狀況
2017年度1日平均上下車人次為12,914人（上車人次6,577人、下車人次6,337人）。
最近20年，1日平均使用人次大約維持在12,000人左右。由於鄰近埼玉縣和光市與戶田市，可見兩市的民眾來此站搭乘。
近年1日平均上下車、上車人次變化如下表。
| 年度               | 1日平均 上下車人次 | 1日平均 上車人次 | 來源     |
| ------------------ | ------------------ | ---------------- | -------- |
| 1990年（平成02年） |                    | 6,318            | [ * 1 ]  |
| 1991年（平成03年） |                    | 6,702            | [ * 2 ]  |
| 1992年（平成04年） |                    | 6,866            | [ * 3 ]  |
| 1993年（平成05年） |                    | 6,800            | [ * 4 ]  |
| 1994年（平成06年） |                    | 6,797            | [ * 5 ]  |
| 1995年（平成07年） |                    | 6,634            | [ * 6 ]  |
| 1996年（平成08年） |                    | 6,545            | [ * 7 ]  |
| 1997年（平成09年） |                    | 6,512            | [ * 8 ]  |
| 1998年（平成10年） |                    | 6,556            | [ * 9 ]  |
| 1999年（平成11年） |                    | 6,358            | [ * 10 ] |
| 2000年（平成12年） |                    | 6,315            | [ * 11 ] |
| 2001年（平成13年） |                    | 6,323            | [ * 12 ] |
| 2002年（平成14年） |                    | 6,299            | [ * 13 ] |
| 2003年（平成15年） | 12,054             | 6,282            | [ * 14 ] |
| 2004年（平成16年） | 11,999             | 6,242            | [ * 15 ] |
| 2005年（平成17年） | 11,996             | 6,229            | [ * 16 ] |
| 2006年（平成18年） | 12,109             | 6,285            | [ * 17 ] |
| 2007年（平成19年） | 12,211             | 6,321            | [ * 18 ] |
| 2008年（平成20年） | 12,086             | 6,221            | [ * 19 ] |
| 2009年（平成21年） | 11,988             | 6,132            | [ * 20 ] |
| 2010年（平成22年） | 11,993             | 6,119            | [ * 21 ] |
| 2011年（平成23年） | 12,048             | 6,160            | [ * 22 ] |
| 2012年（平成24年） | 12,147             | 6,187            | [ * 23 ] |
| 2013年（平成25年） | 12,159             | 6,192            | [ * 24 ] |
| 2014年（平成26年） | 12,250             | 6,237            | [ * 25 ] |
| 2015年（平成27年） | 12,498             | 6,362            | [ * 26 ] |
| 2016年（平成28年） | 12,732             | 6,480            | [ * 27 ] |
| 2017年（平成29年） | 12,914             | 6,577            |          |

## 周邊
- 高島陸橋 - 站前。
  - 新大宮繞道（國道17號）
  - 笹目通（日语：笹目通り）（東京都道·埼玉縣道68號練馬川口線（日语：東京都道・埼玉県道68号練馬川口線））
  - 高島通（日语：高島通り）
- 首都高速5號池袋線
  - 高島平出入口
- 笹目橋（日语：笹目橋） - 荒川、新河岸川（日语：新河岸川）
- 板橋貨車總站（日语：トラックターミナル）、東京都中央批發市場板橋市場 - 車站北側
- 東京都水道局（日语：東京都水道局）三園淨水場（日语：三園浄水場） - 車站西北側
- Rainbow Mortor School（日语：レインボーモータースクール）（駕駛人訓練班） - 車站西側
- 成增厚生醫院

### 公車路線
以下路線由國際興業巴士運行。民眾可使用以下兩個公車站。
西高島平站
- 高01 - 往高島平操車場／往成增站北口

笹目橋
- 增14 - 往成增站北口／往下笹目

## 相鄰車站
都營地下鐵
 三田線
新高島平（I 26）－西高島平（I 27）

### 來源
東京都統計年鑑
1. ↑  .   [2017-06-18]. （原始内容存档于2016-03-05）.
2. ↑  .   [2017-06-18]. （原始内容存档于2016-03-05）.
3. ↑  .   [2017-06-18]. （原始内容存档于2013-08-15）.
4. ↑  .   [2017-06-18]. （原始内容存档于2013-02-03）.
5. ↑  .   [2017-06-18]. （原始内容存档于2013-02-03）.
6. ↑  .   [2017-06-18]. （原始内容存档于2013-02-03）.
7. ↑  .   [2017-06-18]. （原始内容存档于2013-02-03）.
8. ↑  .   [2017-06-18]. （原始内容存档于2016-03-04）.
9. ↑  東京都統計年鑑（平成10年）PDF
10. ↑  東京都統計年鑑（平成11年）PDF
11. ↑  .   [2017-06-18]. （原始内容存档于2016-03-04）.
12. ↑  .   [2017-06-18]. （原始内容存档于2016-03-04）.
13. ↑  .   [2017-06-18]. （原始内容存档于2017-07-29）.
14. ↑  .   [2017-06-18]. （原始内容存档于2017-07-29）.
15. ↑  .   [2017-06-18]. （原始内容存档于2017-07-29）.
16. ↑  .   [2017-06-18]. （原始内容存档于2017-07-29）.
17. ↑  .   [2017-06-18]. （原始内容存档于2017-07-29）.
18. ↑  .   [2017-06-18]. （原始内容存档于2017-07-29）.
19. ↑  .   [2017-06-18]. （原始内容存档于2017-07-29）.
20. ↑  .   [2017-06-18]. （原始内容存档于2016-03-26）.
21. ↑  .   [2017-06-18]. （原始内容存档于2016-03-27）.
22. ↑  .   [2017-06-18]. （原始内容存档于2016-03-25）.
23. ↑  .   [2017-06-18]. （原始内容存档于2016-03-27）.
24. ↑  .   [2017-06-18]. （原始内容存档于2016-03-22）.
25. ↑  .   [2017-06-18]. （原始内容存档于2017-07-30）.
26. ↑  .   [2019-02-10]. （原始内容存档于2018-11-09）.
27. ↑  .   [2019-02-10]. （原始内容存档于2019-05-02）.

## 外部連結
- 西島高平 - 東京都交通局（日語）